# Попоский, Никола
Не следует путать с министром финансов Республики Македонии Николой Поповским
Никола Попоский (макед. Никола Попоски; родился 24 октября 1977 в Скопье) — северомакедонский экономист и дипломат, министр иностранных дел с 28 июля 2011 года по 1 июня 2017 года.

## Биография

### Образование
Окончил экономический факультет Университета Святых Кирилла и Мефодия в Скопье (2002). Имеет также дипломы магистра в области иностранных языков и международной торговли (2004, Университет Ренна, Франция и Университет в Скопье) и магистра экономики (2005, Европейский колледж в Брюгге, Бельгия).
Свободно владеет английским и французским языками.

### Карьера
С 2001 по 2004 год был секретарём посольства Франции в Республике Македонии. Затем, с 2005 по 2006 год, менеджером в ирландском DEPFA Bank, а с 2006 по 2009 год возглавлял группу экспертов Объединённого исследовательского центра Еврокомиссии.
С 2010 по 2011 год — посол Республики Македонии в Евросоюзе.
28 июля 2011 года стал министром иностранных дел Республики Македония, пост министра занимал до 1 июня 2017 года.

## Награды
- Великий офицер ордена Звезды Италии (28 декабря 2015 года, Италия)[1].